# Kimcote
Kimcote är en by i civil parish Kimcote and Walton, i distriktet Harborough, i grevskapet Leicestershire i England. Byn är belägen 5 km från Lutterworth. Kimcote var en civil parish fram till 1898 när blev den en del av Kimcote and Walton. Civil parish hade 393 invånare år 1891. Byn nämndes i Domedagsboken (Domesday Book) år 1086, och kallades då Chenemundescote.